# روی کلرید هیدروکسید مونوهیدرات
روی کلرید هیدروکسید مونوهیدرات (به انگلیسی: Zinc chloride hydroxide monohydrate) با فرمول شیمیایی Zn۵(OH)۸Cl۲·H۲O یک ترکیب شیمیایی است. که جرم مولی آن ۵۵۱٫۸۸ g/mol می‌باشد. شکل ظاهری این ترکیب، فلز خاکستری غیربراق است.